# Sara (film)
Sara – polski film sensacyjny z 1997 roku w reżyserii Macieja Ślesickiego.
Film kręcono w Warszawie, Aninie i Konstancinie. Zdjęcia zakończono w październiku 1996.

## Opis fabuły
Leon (Bogusław Linda), komandos jednostki specjalnej ONZ, powraca z misji do Polski. Jego zadaniem było ochranianie ważnych osób, co czynił z niesamowitym zaangażowaniem. Dramat rodzinny i opuszczenie przez żonę wpędzają go w alkoholizm. Któregoś dnia spotyka się z Józefem (Marek Perepeczko), szefem gangu, który szuka ochroniarza dla swojej córki, 16-letniej Sary (Agnieszka Włodarczyk). Ta nie jest tym początkowo zachwycona, jednak zmienia zdanie, gdy Leon ratuje jej życie, zasłaniając ją na ulicy przed strzałami bandyty. Dziewczyna zakochuje się w swoim ochroniarzu i, mimo jego oporów, nawiązują romans. Oboje są świadomi, że ich związek nie może wyjść na jaw, bo Józef nie zawaha się zabić każdego, kto zbliży się do jego córki. Pewnego dnia Sara zostawia swoją torebkę w restauracji i zdjęcia kochanków w jednoznacznej sytuacji wpadają w niepowołane ręce.

## Twórcy filmu
- Scenariusz i reżyseria: Maciej Ślesicki
- Produkcja: Lew Rywin, Paweł Poppe
- Zdjęcia: Andrzej Ramlau
- Muzyka: Marek Stefankiewicz
- Montaż: Ewa Smal

## Obsada
- Bogusław Linda – Leon
- Agnieszka Włodarczyk – Sara
- Marek Perepeczko – Józef, ojciec Sary
- Dorota Maciejewska – matka Sary
- Cezary Pazura – Cezary
- Stanisław Brudny – ojciec Leona
- Krzysztof Kiersznowski – skorumpowany komisarz policji
- Sławomir Sulej, Krzysztof Fus, Jack Recknitz i Dariusz Gnatowski – ludzie Józefa
- Krzysztof Kumor – mecenas Józefa
- Stanisław Penksyk – mafioso "Grubas"
- Andrzej Ostrowski – mafioso
- Jacek Domański – człowiek "Grubasa"
- Janusz Bukowski – Policjant I
- Witold Bieliński – Policjant II
- Paweł Burczyk – dealer narkotyków pod szkołą
- Dariusz Sikorski – ksiądz, trener koszykarzy
- Teresa Lipowska – sprzedawczyni w sklepie monopolowym
- Tadeusz Wojtych – fotograf
- Jarosław Gruda – ginekolog
- Dorota Wojtyna i Agata Wojtyna – córki Leona
- Grzegorz Miśtal – kolega Sary
- Monika Kwiatkowska – pielęgniarka
- Piotr Siejka – oficer, dowódca Leona

## Nagrody
- 1997: nagroda dystrybutorów FPFF Gdynia dla Macieja Ślesickiego.